# 발디
발디(독일어: Waldi)는 1972년 뮌헨에서 열린 하계 올림픽을 위해 만들어진 최초의 공식 올림픽 마스코트이다. 발디는 독일에서 유명한 개 품종인 닥스훈트를 모델로 삼았다. 1972년 하계 올림픽 마라톤 코스는 발디의 모양을 본따 설계되었으며 1972년 올림픽 경기장 및 마을 건설 단계에서 Waldi는 비공식 풍자 포스터에 사용되었다.

## 유래
발디는 독일 항공사 루프트한자의 로고를 디자인한 독일의 디자이너 오틀 아이허(Otl Aicher)에 의해 만들어졌다. 1968년 동계 올림픽에서 "슈스(Schuss)"라는 스키를 타는 빨간 공이 비공식 마스코트였던 이래 발디는 최초의 공식 올림픽 마스코트가 되었다. 발디는 저항, 강인함 및 민첩성 등 운동 선수에게 필요한 자질을 나타내도록 디자인되었다.
발디는 쉐리 본 버켄호프(Cherie von Birkenhof)라는 이름을 가진 실제 닥스훈트를 모델로 삼았다. 발디는 다양한 색으로 구성되었지만, 주요 색채가 올림픽 상징에 포함되는 파랑, 노랑, 주황 및 초록 등의 색상과 일치하도록 디자인되었다. 여기에는 검은색과 빨간색이 없었는데, 이는 아이허가 국가사회주의 독일 노동자당(나치당)과 관련된 색상을 배제하기 위해서였다.

## 1972년 올림픽 마라톤
1972년 올림픽의 마라톤 코스는 발디와 비슷하게 만들어졌다. 코스는 강아지의 머리가 서쪽을 향하도록 배치되었으며, 선수들은 시계 반대 방향으로 달리고 강아지의 목 뒤에서 시작하여 귀 주변으로 간다. 개의 입은 님펜부르크 공원(Nymphenburg Park)을 통과하는 경로로, 앞발은 히르쉬가르텐(Hirschgarten)을 가로지른다. 아랫배는 뮌헨의 주요 번화가가 위치했으며 뒷다리와 꼬리는 모두 이자르강을 따라 뻗어있는 공원인 잉글리쉬 가든에 위치한다. 선수들은 개의 등을 따라 올림픽 경기장에 입장했다.